# Catastrophe de Schweizerhalle

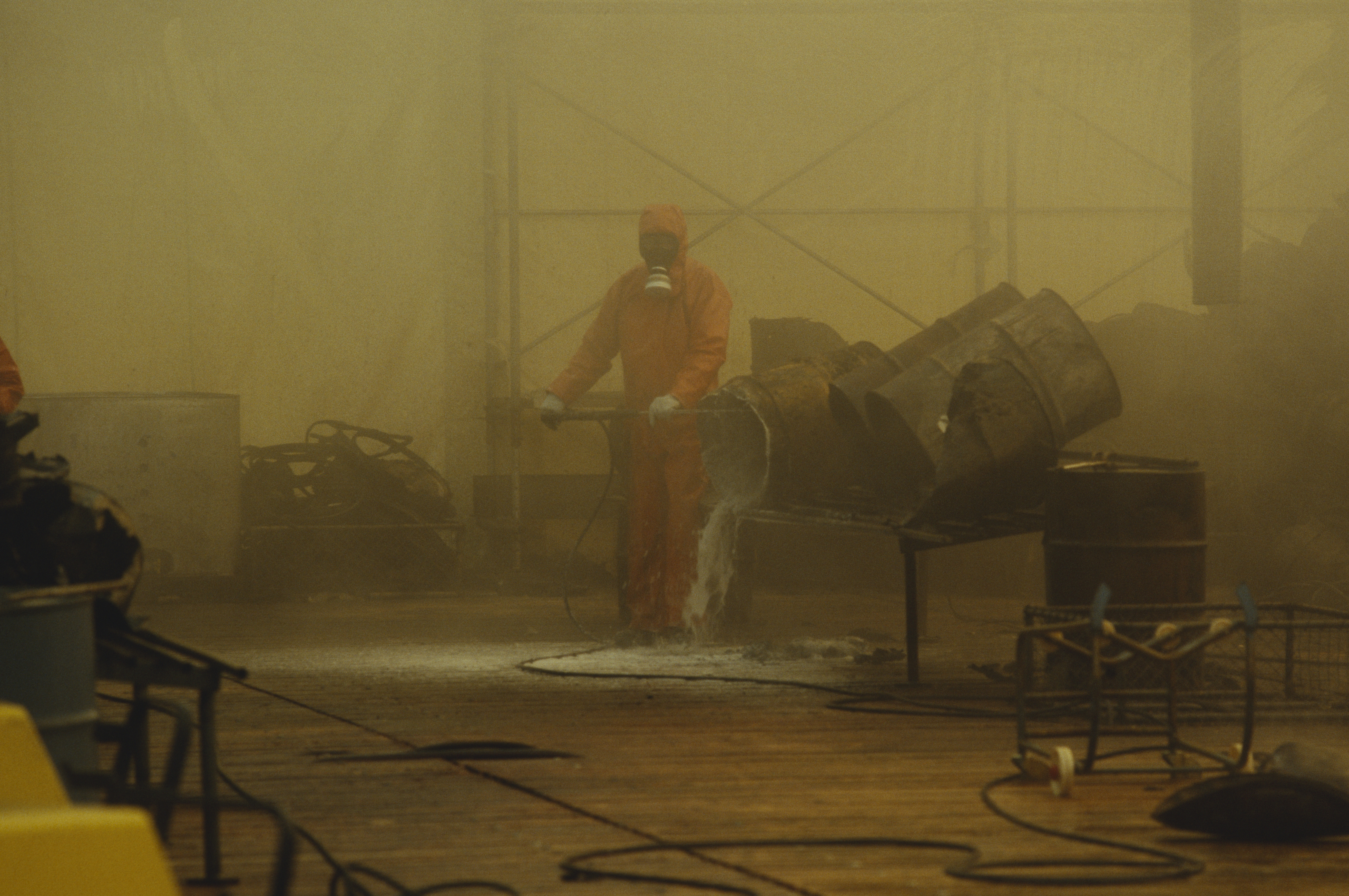
Effort de nettoyage après l'incendie.

La catastrophe de la Schweizerhalle s'est déclarée le 1er novembre 1986 dans la zone industrielle « Schweizerhalle » près de Bâle, en Suisse, lorsqu'un entrepôt de l'ancien groupe chimique Sandoz (devenu Novartis en 1996) a pris feu. Les pompiers tentent de limiter le sinistre avec plus de 15 000 m3 d'eau, un volume qui dépasse largement les 50 m3 du bassin de rétention. L'excédent, un mélange rougeâtre d'eau, de pesticides, de dérivés du mercure ainsi que d'esters phosphoriques, se déverse dans le Rhin, menant à une catastrophe écologique, l'Allemagne, la France et les Pays-Bas sont touchés. La pêche est interdite pendant six mois dans les zones contaminées.
L'eau du Rhin était également contaminée par un colorant rouge, non toxique. Des nuages de fumée nauséabonde se sont propagés dans la ville de Bâle et les sirènes d'alarme ont été déclenchées. Près de 1 200 personnes consultent un médecin pour des difficultés respiratoires et oculaires, ou pour des vomissements.
Ces produits chimiques ont causé une mortalité massive de la faune sauvage en aval, tuant entre autres une grande partie de la population d'anguilles d'Europe dans le Rhin, bien que la situation se soit ensuite rétablie en quelques années.
Une semaine après la catastrophe, 10 000 Bâlois manifestent contre l'industrie chimique, principal employeur de la région.
L'incident a contribué à l'adoption par le Conseil fédéral suisse d'une ordonnance sur la protection contre les accidents majeurs. Fin septembre 1987, Sandoz verse pour un total de 43 millions de francs suisses de dédommagements en Suisse, en France, en Allemagne et aux Pays-Bas.

## Le déroulement de l'accident
L'incendie a pris naissance dans un bâtiment où 1 351 tonnes de produits chimiques étaient entreposées. L'incendie a été découvert à 0 h 19, les 160 pompiers se sont limités à protéger les bâtiments environnants de la propagation des flammes ; ces dernières atteignaient 60 mètres de haut et on pouvait les voir de loin de nuit.
À 3 h 43 du matin, les autorités ont ordonné que la population des communes voisines (dont Muttenz et Bâle) soit avertie par une sirène d'alarme générale, que des annonces par haut-parleur soient faites pour garder portes et fenêtres fermées et écouter les informations à la radio. La fermeture des autoroutes A2 et A3 et l'interruption des liaisons ferroviaires vers Bâle ont entraîné l'arrêt de la circulation jusqu'à environ 7 h du matin.
L'incendie n'a pas causé de dommages humains, à l'exception de trois personnes atteintes d'asthme qui ont été soignées à l'hôpital ; dans les jours qui ont suivi, plus de 1 250 personnes ont dû être traitées pour irritation respiratoire. Un réservoir de phosgène à côté du dépôt a été épargné par l'incendie.
Avec l'eau d'extinction qui s'écoule (entre 10 000 m3 et 15 000 m3) environ 30 tonnes de pesticides, en particulier les insecticides disulfoton, thiométon, parathion et fénitrothion (avec une demi-vie de 30 à 50 jours) sont versés dans le Rhin : ils y ont provoqué une forte mortalité des poissons jusqu'au Rhin moyen, en particulier l'extermination sur 400 km de l'ensemble des anguilles d'Europe (environ 150 000 individus). Une concentration maximale de 25 μg/l de disulfoton a été mesurée à Karlsruhe. Les installations hydrauliques en aval du Rhin n'ont été informées que le 3 novembre.
Le 11 novembre 1986, l'analyse d'échantillons d'eau a montré que 400 kg d'atrazine, un herbicide, avaient été déversés dans le Rhin par l'entreprise chimique voisine Ciba-Geigy en même temps que l'eau d'extinction contaminée du site Sandoz qui avait pollué le Rhin.
Après quelques mois, le système dynamique des cours d'eau et les organismes s'étaient remis de la catastrophe, mais l'immigration d'espèces exotiques, ayant un effet défavorable sur l'équilibre écologique, était fortement favorisée. Le colorant rouge qui se répandit dans le Rhin, malgré son effet colorant important, ne fut en lui-même pas dangereux.

## Mesures prises
L'incident a contribué à l'adoption par le Conseil fédéral suisse d'une ordonnance sur la protection contre les accidents majeurs. Elle prévoit que les entreprises qui stockent des substances dangereuses dans le bassin versant d'un cours d'eau international doivent prévoir pour leur entreprise des mesures de protections techniques et organisationnelles. Cet accident reste une référence de réflexion pour l'Office Fédéral de l'Environnement (OFEV),.
Après Schweizerhalle, tous les États riverains du Rhin se sont assurés que les entreprises situées dans le bassin versant du fleuve avaient amélioré les mesures de sécurité. Depuis lors, les accidents ont fortement diminué sur le Rhin.

## Suites de l'accident
La lutte contre l'incendie de la Schweizerhalle a entraîné l'infiltration de grandes quantités d'eau d'extinction polluée, ce qui a entraîné une pollution directe des sols et des eaux souterraines sur le site.
Fin septembre 1987, Sandoz verse pour un total de 43 millions de francs suisses des dédommagements en Suisse, en France, en Allemagne et aux Pays-Bas.
L'assainissement qui a suivi a eu lieu en étroite consultation avec les autorités de surveillance compétentes, l'Office pour la protection de l'environnement et l'énergie Bâle-Campagne (Amt für Umweltschutz und Energie, AUE BL), mais seulement deux des trois objectifs d'assainissement fixés ont été atteints. La réévaluation de l'AUE BL dans le cadre de la loi sur les sites contaminés du 21 septembre 2011, prévue par l'ordonnance sur les sites contaminés adoptée en 1998, conclut qu'aucune autre mesure d'assainissement n'est nécessaire puisque les concentrations d'oxadixyl mesurées aujourd'hui n'atteignent que 0,2 % de la valeur limite légalement définie. En outre, l'AUE BL conclut que les puits d'eau potable de Hardwasser (de) et de la commune de Muttenz ne sont pas menacés. Selon la loi suisse sur les sites contaminés, le site de l'accident de la Schweizerhalle est un site contaminé nécessitant une surveillance : des documents préparés par Sandoz pour une compagnie d'assurance montrent que 8 700 kilogrammes de pesticides partiellement hautement toxiques et 134 kilogrammes de mercure sont laissés comme résidus de feu ; selon l'Office fédéral de l'environnement, le sol contaminé a été excavé et lavé sur 11 m et le site couvert par une plaque en béton.

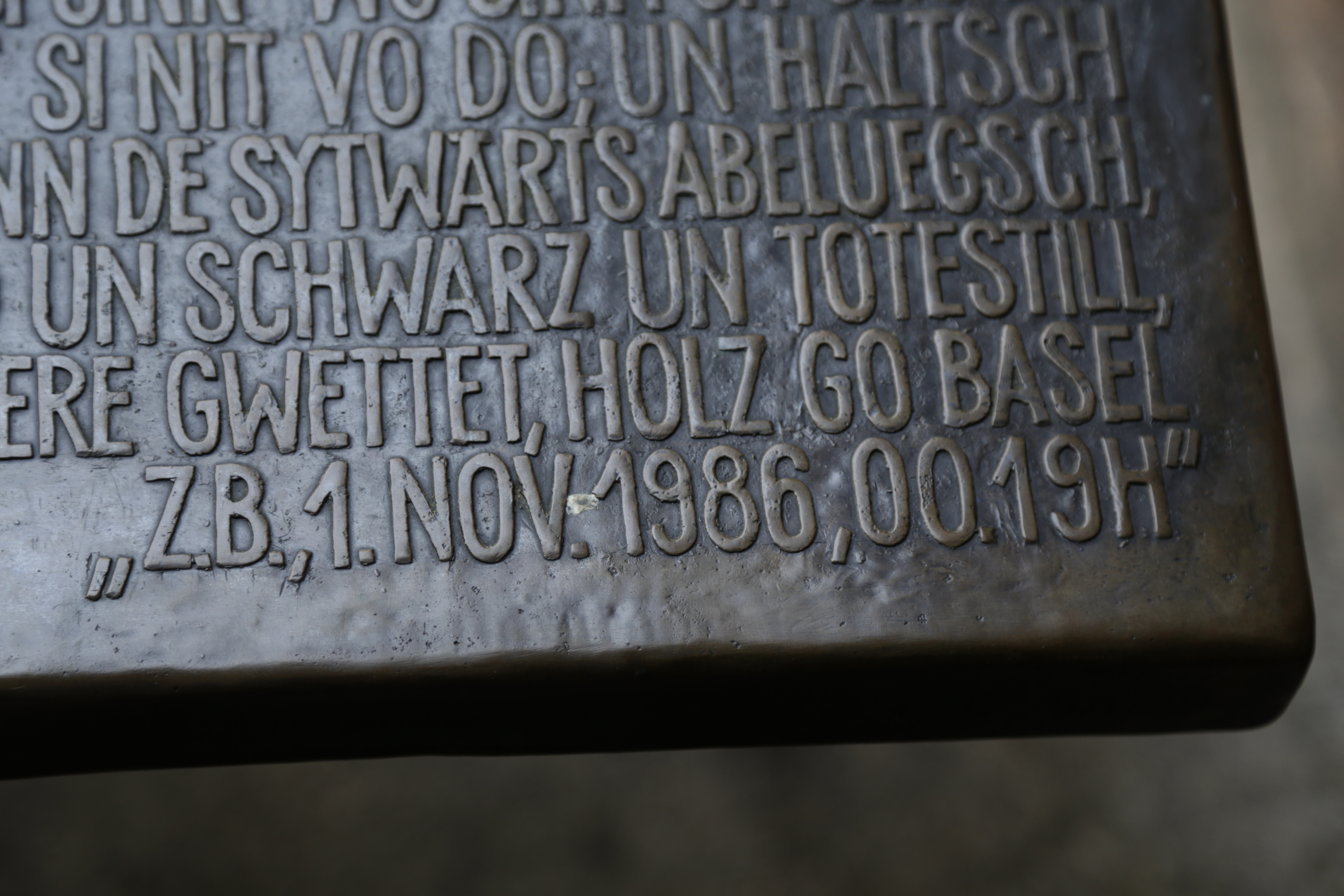
Détail d'une des Tables de marché de Bettina Eichin dans le cloître de la cathédrale de Bâle avec le rappel de la catastrophe.

En 2016, des traces du pesticide oxadixyl sont encore détectables au sol ; d'après la direction de l'Office bâlois pour la protection de l'environnement et l'énergie, ce sera le cas pour un certain temps encore. Début 2017, une réévaluation du danger posé par le site de l'incendie est effectuée en vertu de la loi sur les responsabilités héritées du passé afin de décider si d'autres polluants doivent être mesurés et si des mesures supplémentaires d'assainissement du sol peuvent être nécessaires.
À la suite de l'accident, Sandoz a reconnu la nécessité d'améliorer la base d'information sur les risques et a développé l'un des premiers systèmes de gestion de la durabilité, maintenant connu sous le nom de doCOUNT 2.0 Sustainability Performance Management Suite. 
Les ministères compétents des États riverains du Rhin, en collaboration avec la Commission internationale pour la protection du Rhin, ont lancé le Programme d'action pour le Rhin, une institution d'alerte des riverains du Rhin.
Les tables de marché (Markttische) en bronze de Bettina Eichin qui se trouvent dans le cloître de la cathédrale de Bâle, évoquent la catastrophe. La sculptrice, à qui Sandoz avait commandé dans les années 1980, pour fêter le centenaire de la fondation de la firme en 1886, une fontaine destinée à être offerte à la ville de Bâle pour être placée sur la place du marché, la Marktplatz, devant l’hôtel de ville, a voulu que son œuvre fasse référence à la catastrophe. Sur une des deux tables de marché qui devaient orner le bassin, l’une devait évoquer le marché comme lieu où l’on échange des produits, l’autre comme lieu où l’on échange des idées. Sur cette dernière, l’artiste décida d’inscrire le texte d’inscrire le texte d’un poème de Johann Peter Hebel, « Die Vergänglichkeit » (« La Fugacité »), suivi de la date du 1er novembre 1986. Sandoz s’y opposa et rompit son engagement. En 1991, grâce à une souscription, les Markttische ont cependant pu être fondues et présentées au public dans le petit cloître de la cathédrale de Bâle. Après une nouvelle levée de fonds permettant d’acquérir l’œuvre en versant à l’artiste ses droits, l’installation des sculptures de Bettina Eichin est devenue en 2010 définitive.

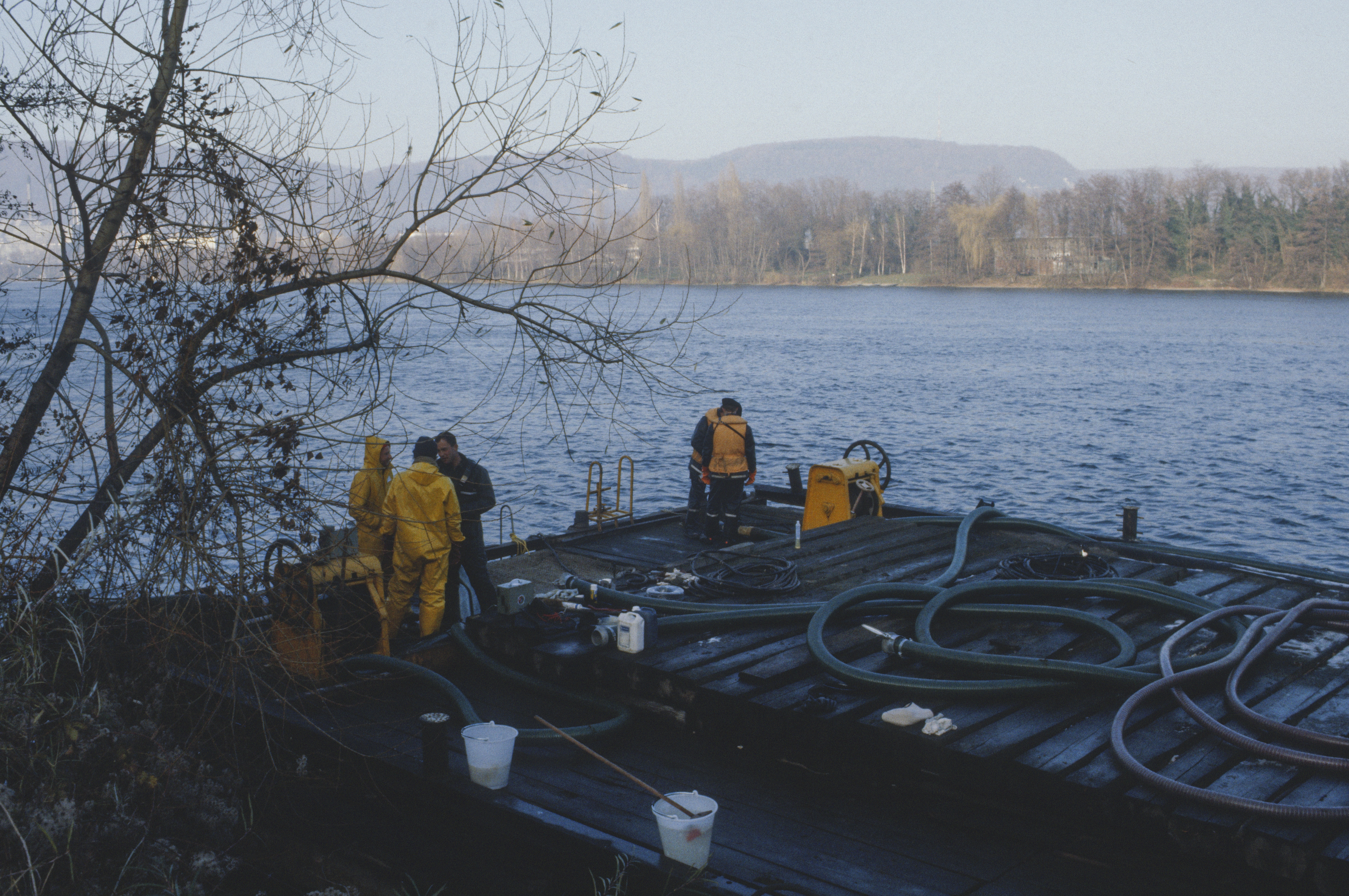
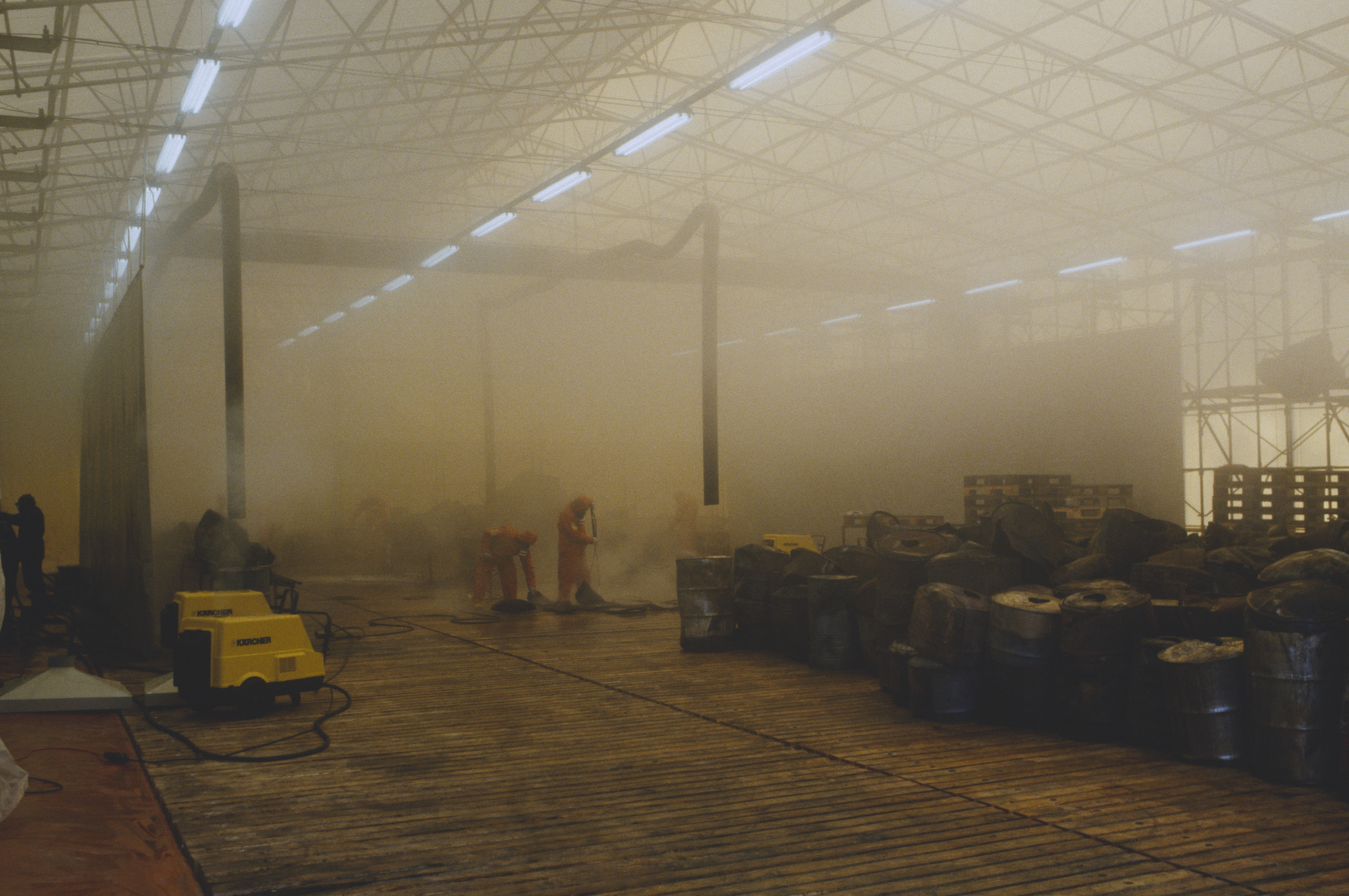
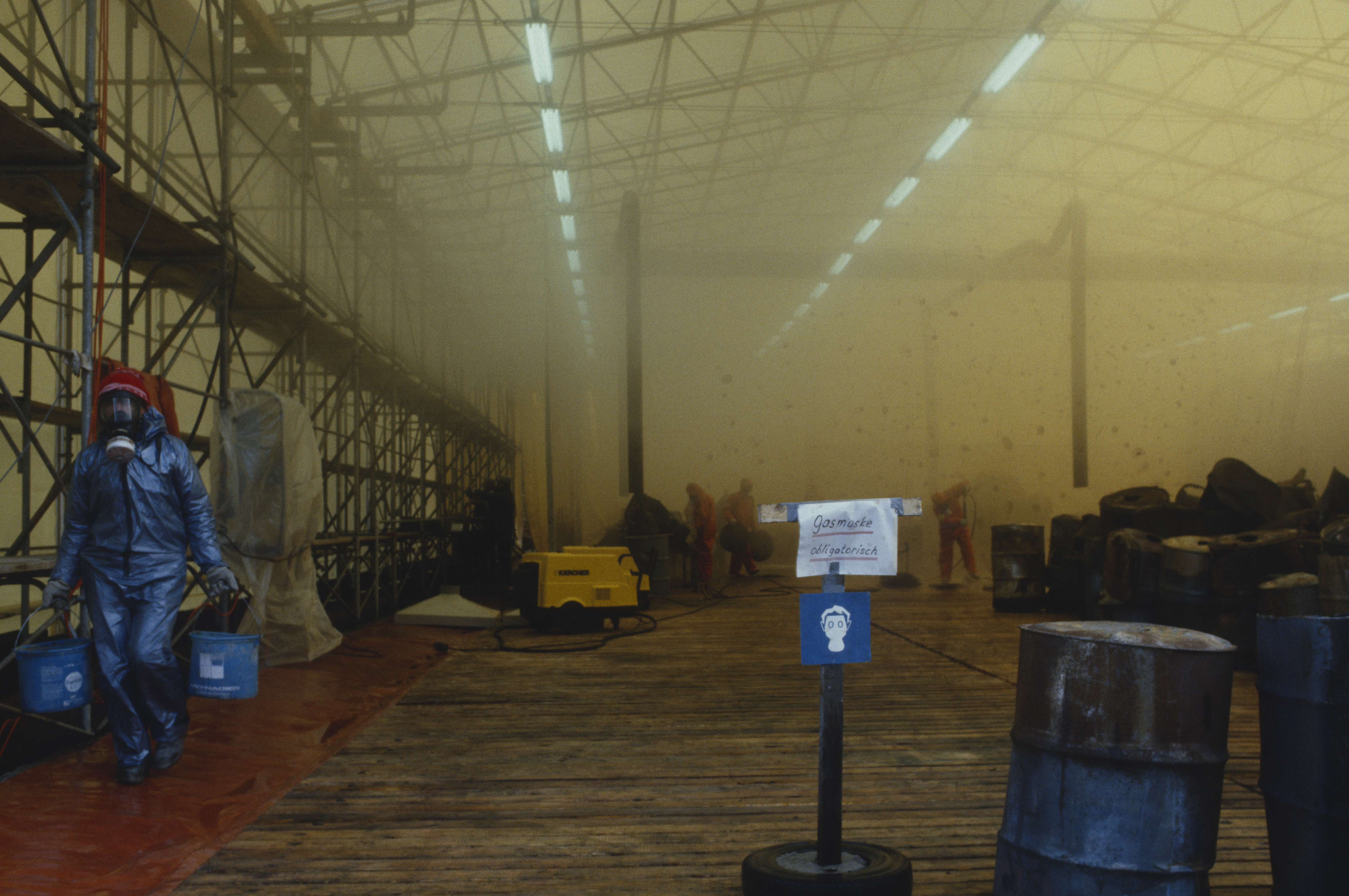
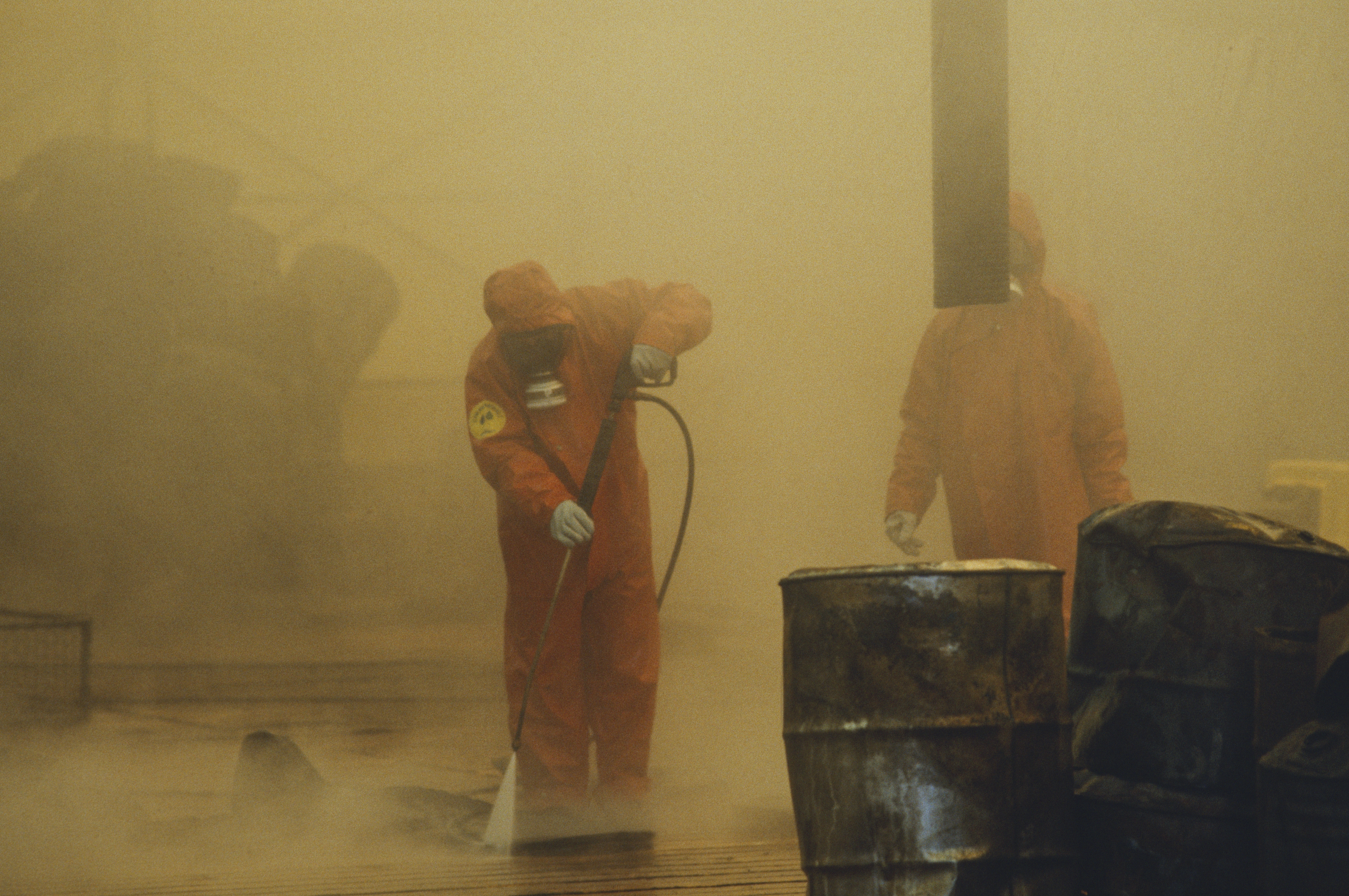
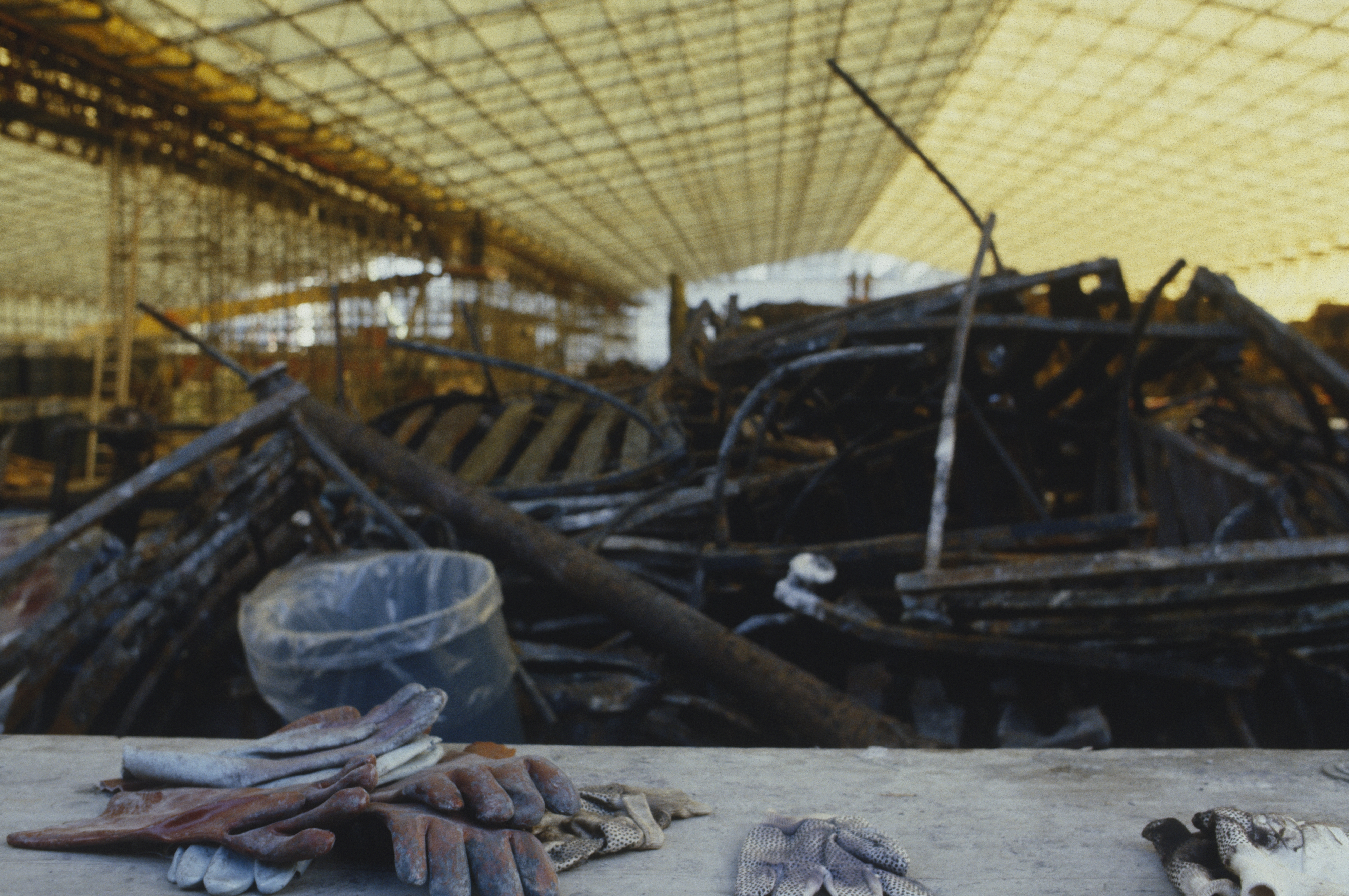